# قمة مجموعة العشرين أوساكا 2019
قمة مجموعة العشرين أوساكا 2019 (بالإنجليزية: 2019 G20 Osaka summit) هي الاجتماع الرابع عشر لمجموعة العشرين (G20). عقدت في 28 و29 يونيو 2019 في مدينة أوساكا في اليابان. وكانت أول قمة لمجموعة العشرين تستضيفها اليابان.

## القادة المشاركون

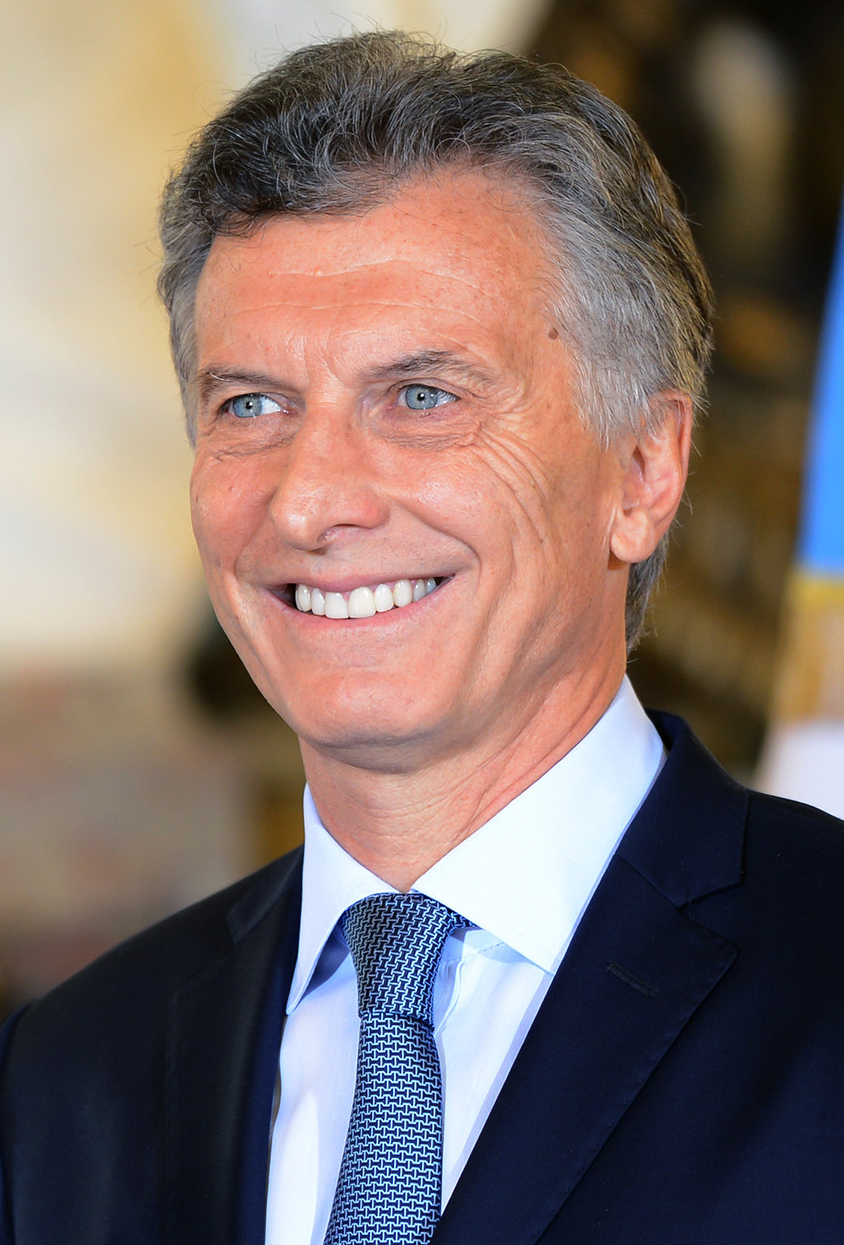
الأرجنتين ماوريسيو ماكري، رئيس
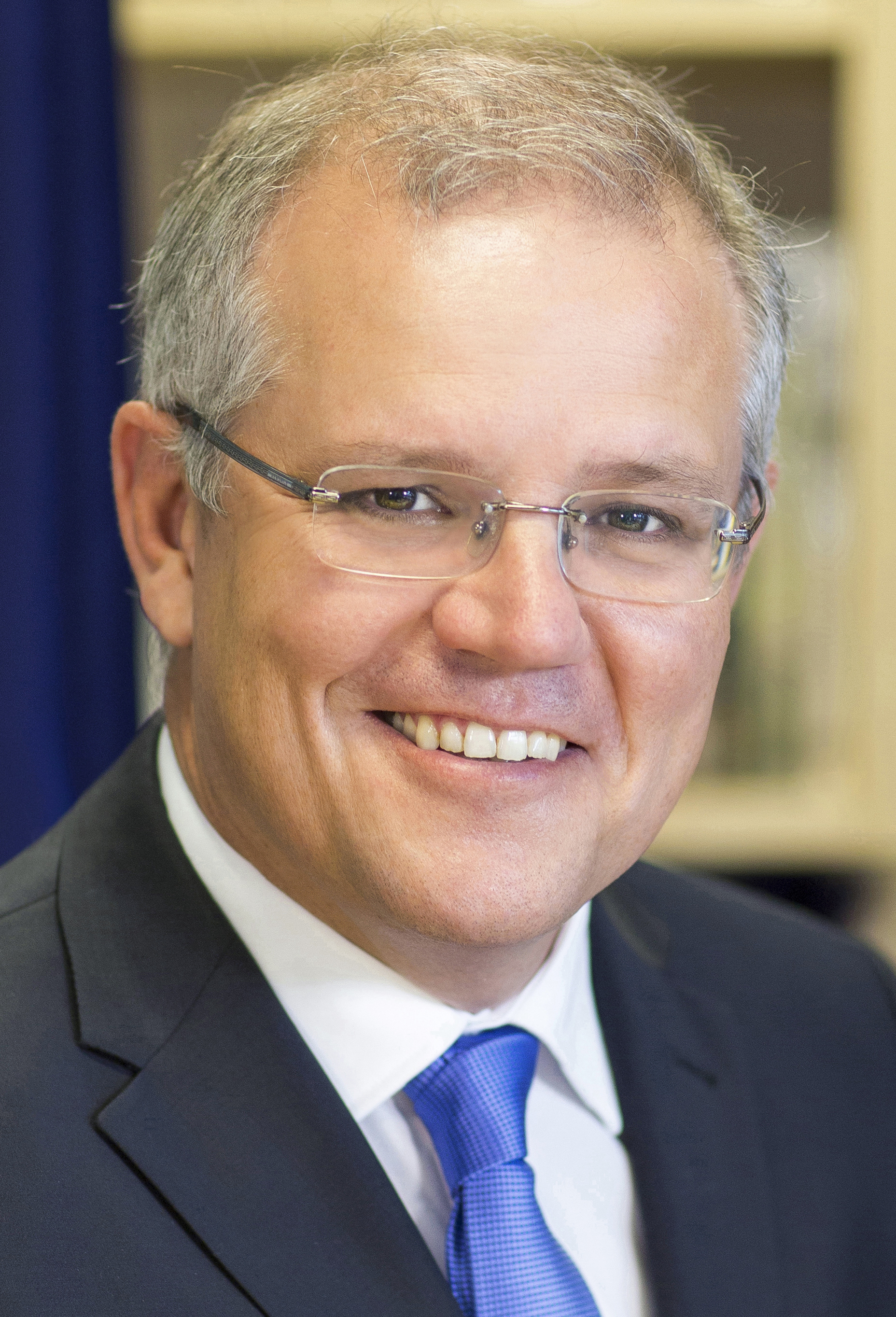
أستراليا سكوت موريسون، رئيس وزراء
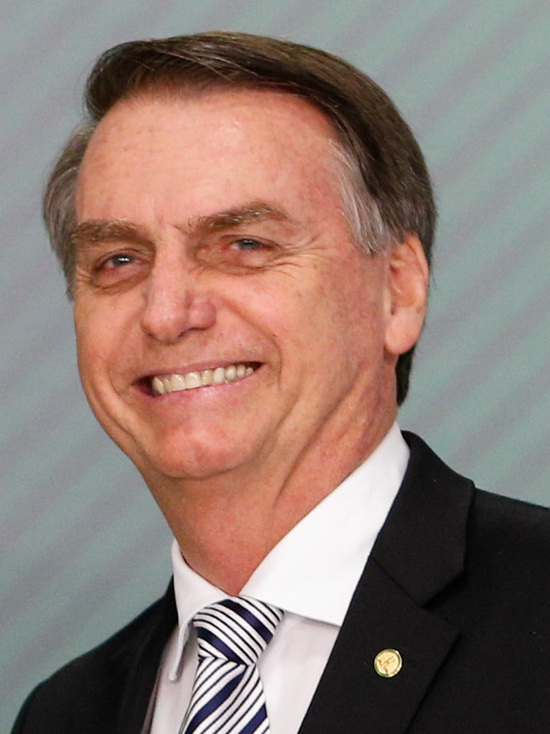
البرازيل جايير بولسونارو، رئيس
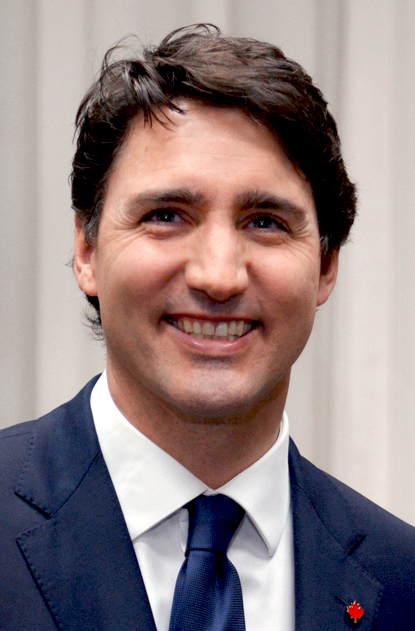
كندا جاستن ترودو، رئيس وزراء
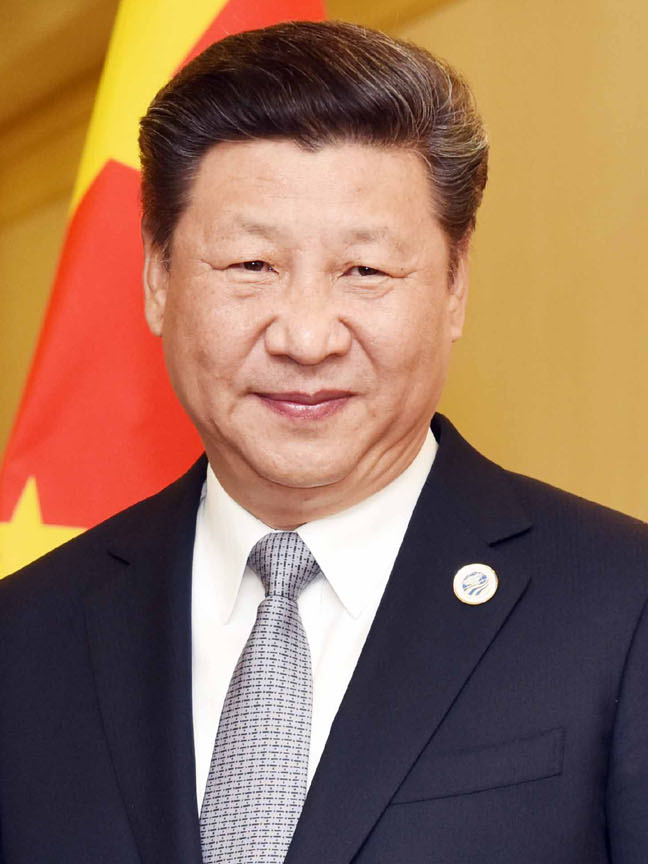
الصين شي جين بينغ، رئيس
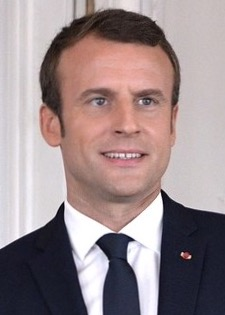
فرنسا إيمانويل ماكرون، رئيس
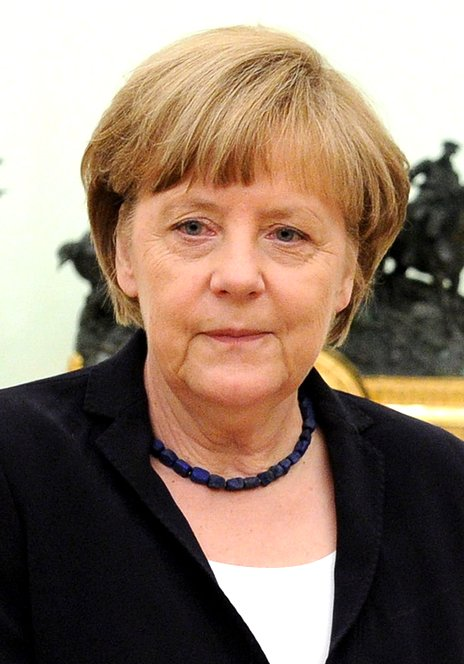
ألمانيا أنغيلا ميركل، مستشارة
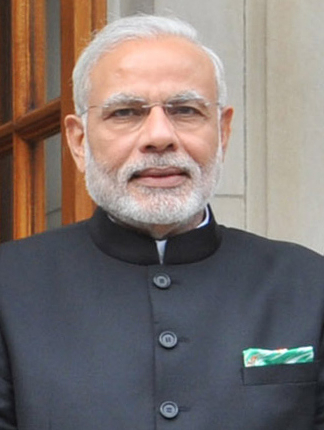
الهند ناريندرا مودي، رئيس وزراء
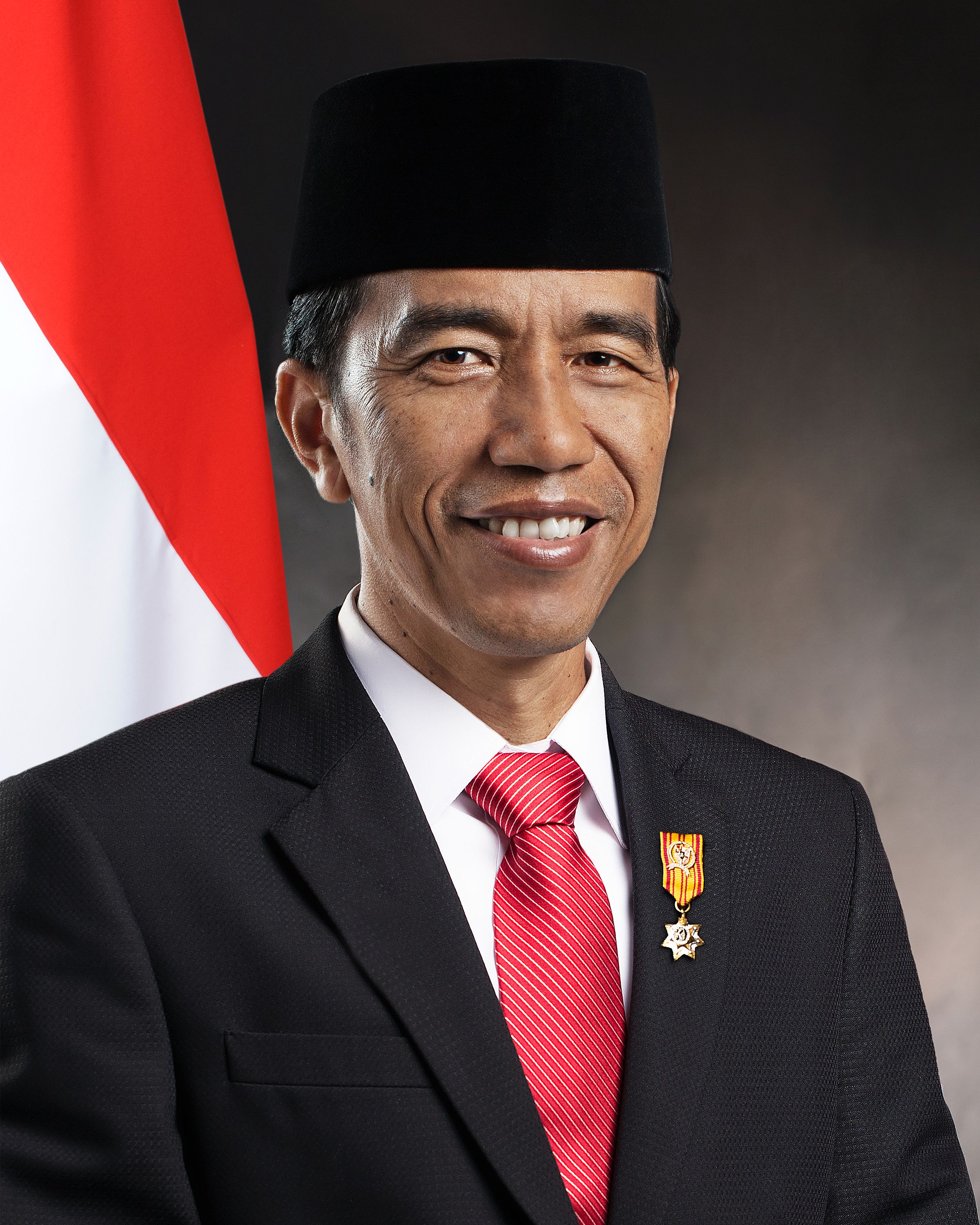
إندونيسيا جوكو ويدودو، رئيس
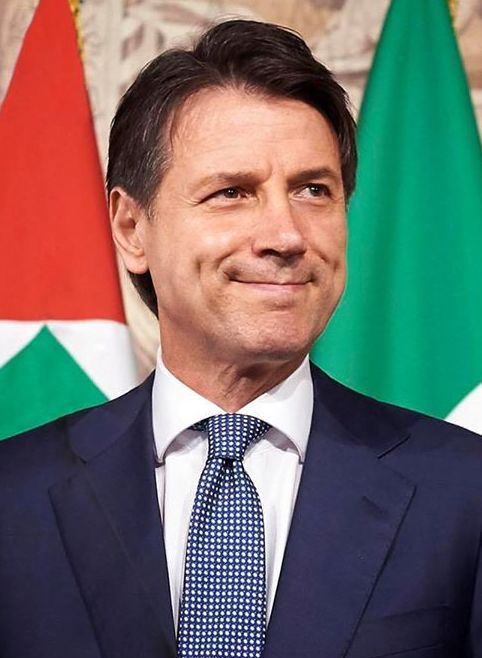
إيطاليا جوزيبي كونتي، رئيس وزراء
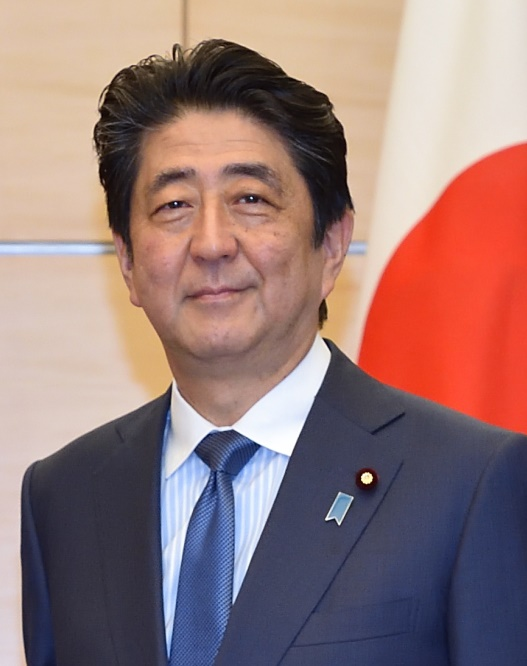
اليابان شينزو آبي، رئيس وزراء (مضيف)
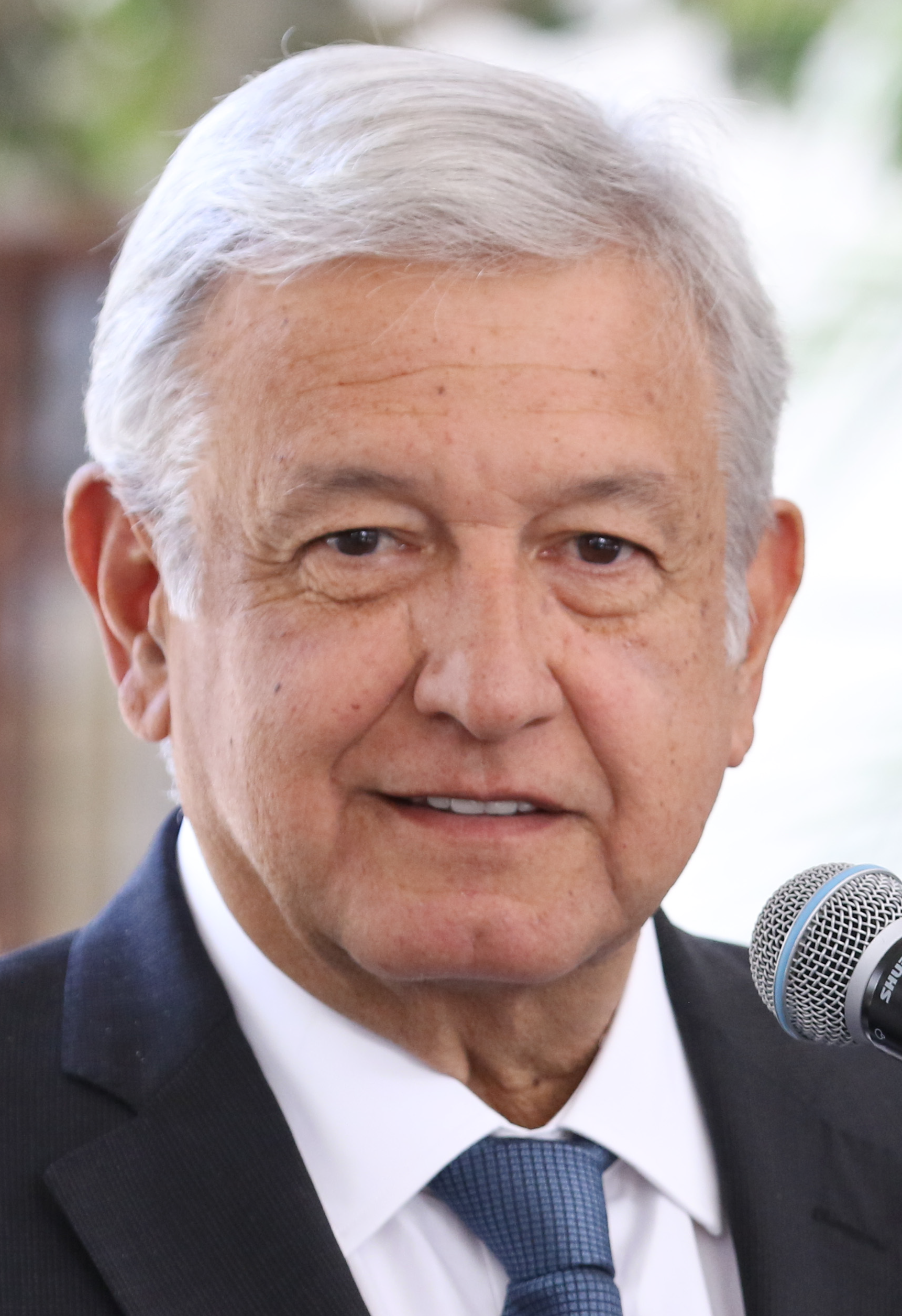
المكسيك أندريس مانويل لوبيس أوبرادور، رئيس
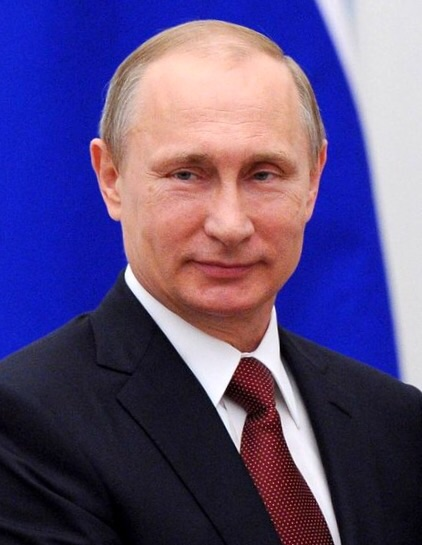
روسيا فلاديمير بوتين، رئيس
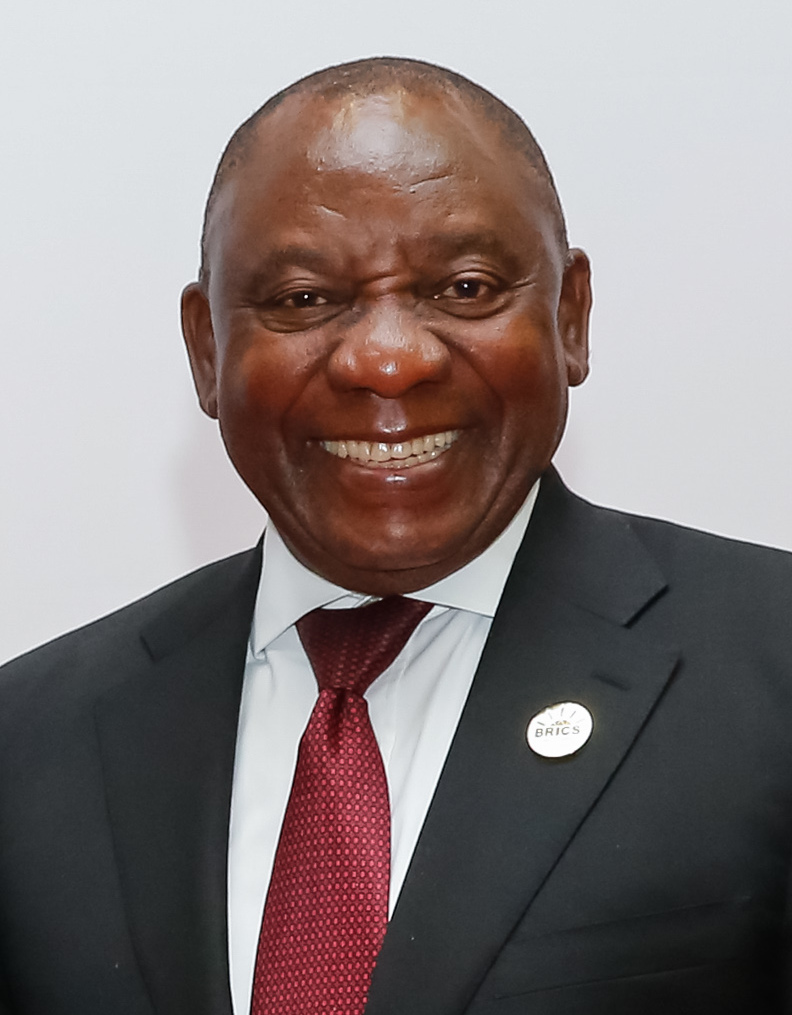
جنوب إفريقيا سيريل رامافوزا، رئيس
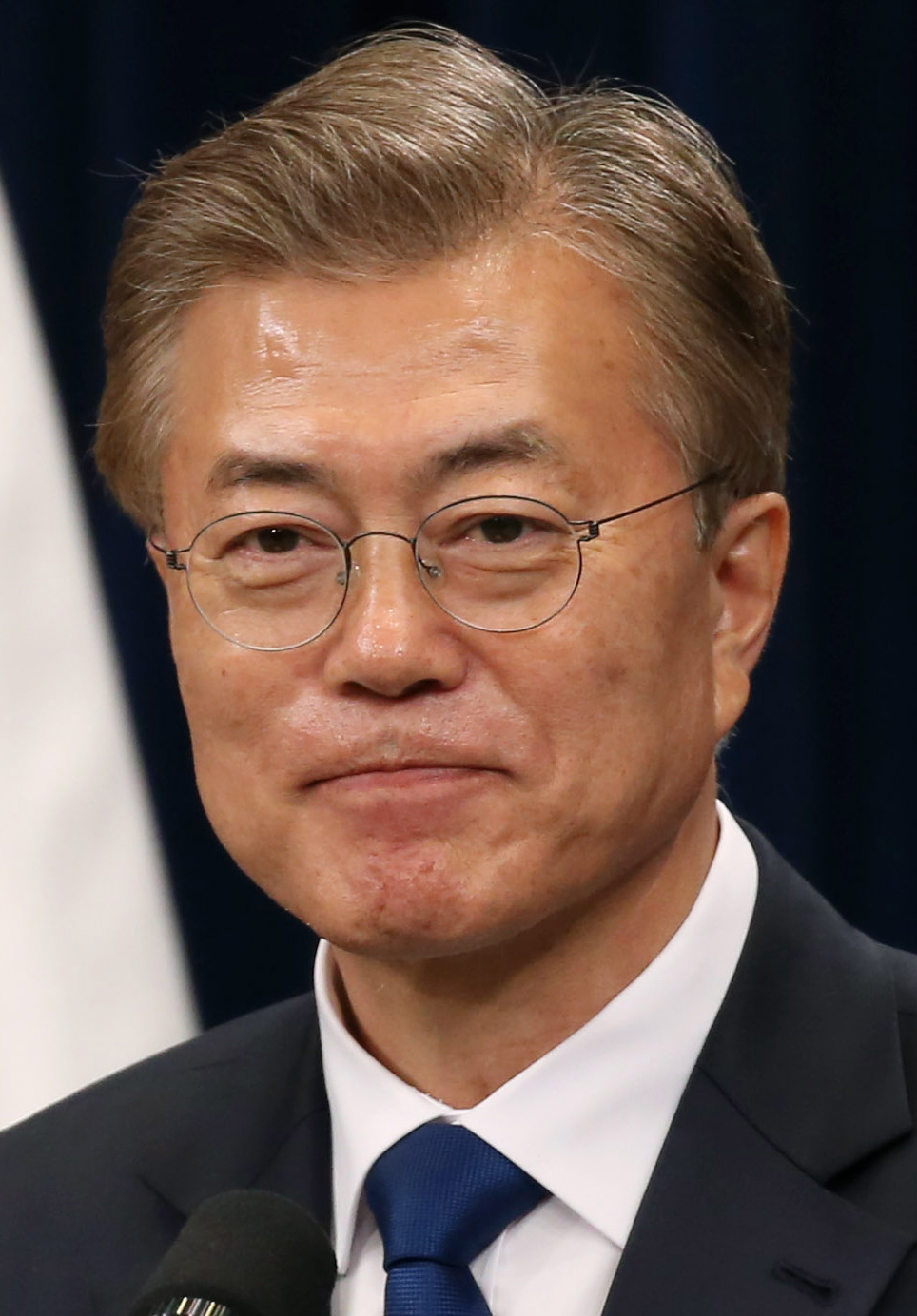
كوريا الجنوبية مون جاي إن، رئيس
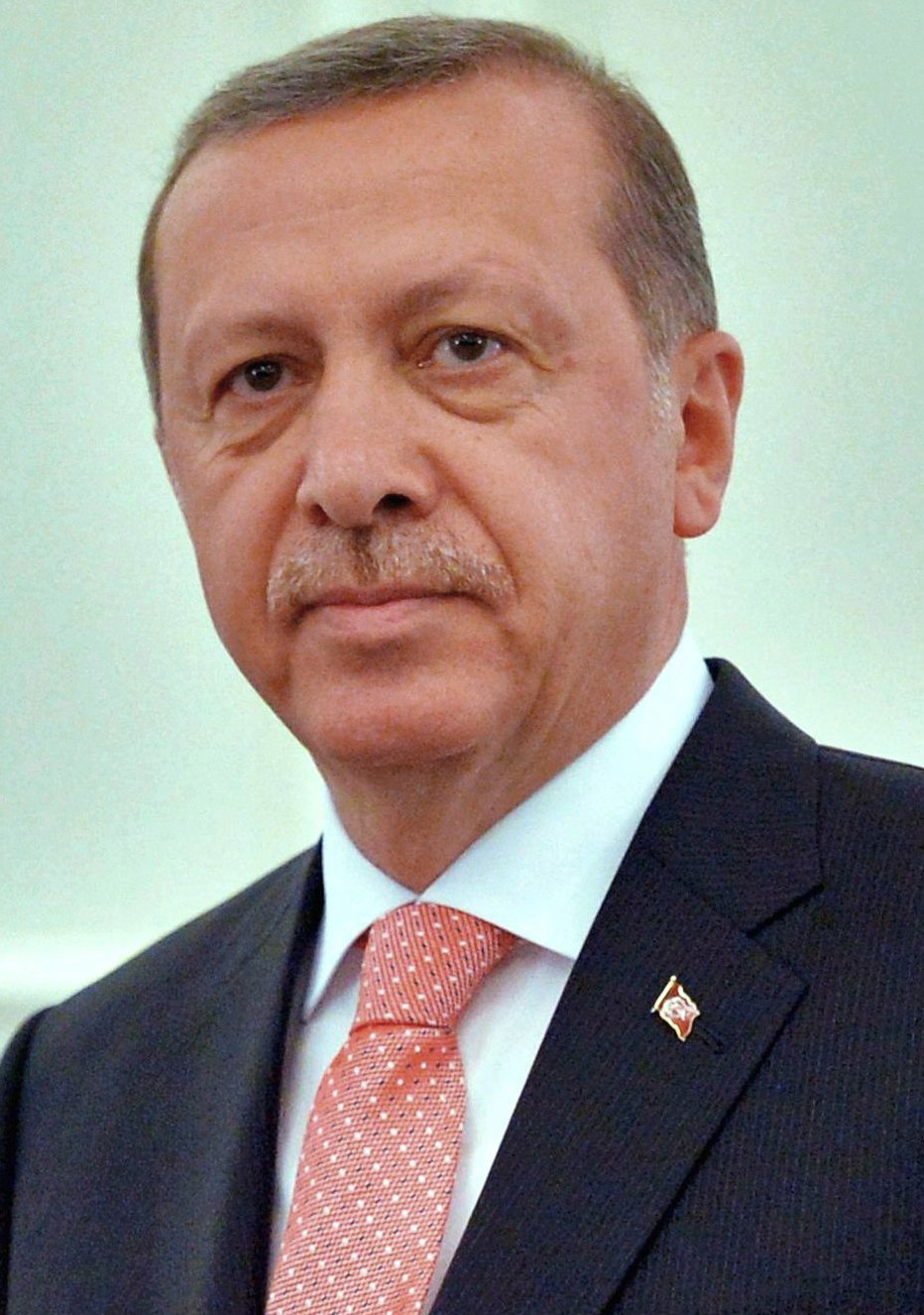
تركيا رجب طيب أردوغان، رئيس
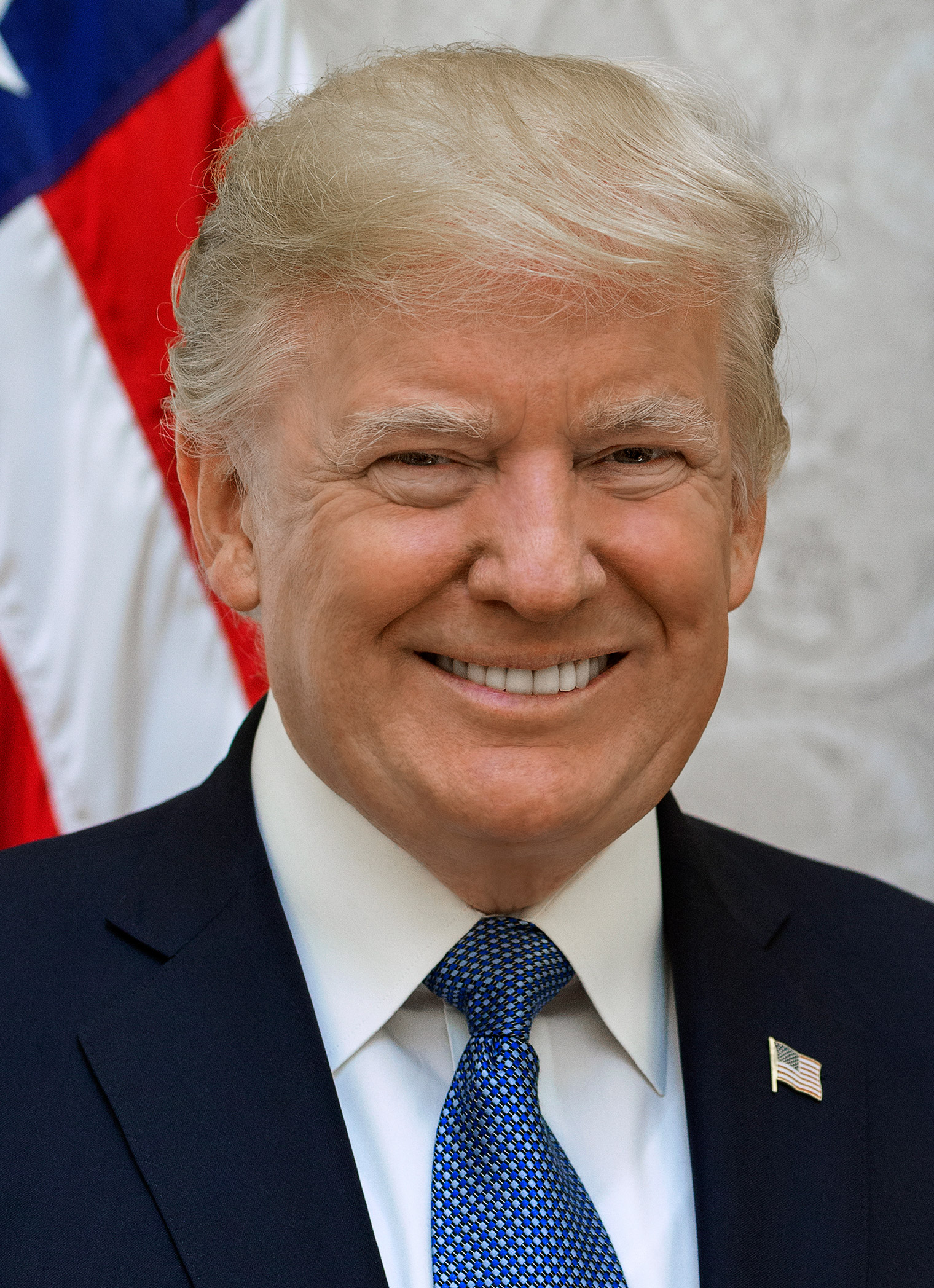
الولايات المتحدة دونالد ترامب، رئيس
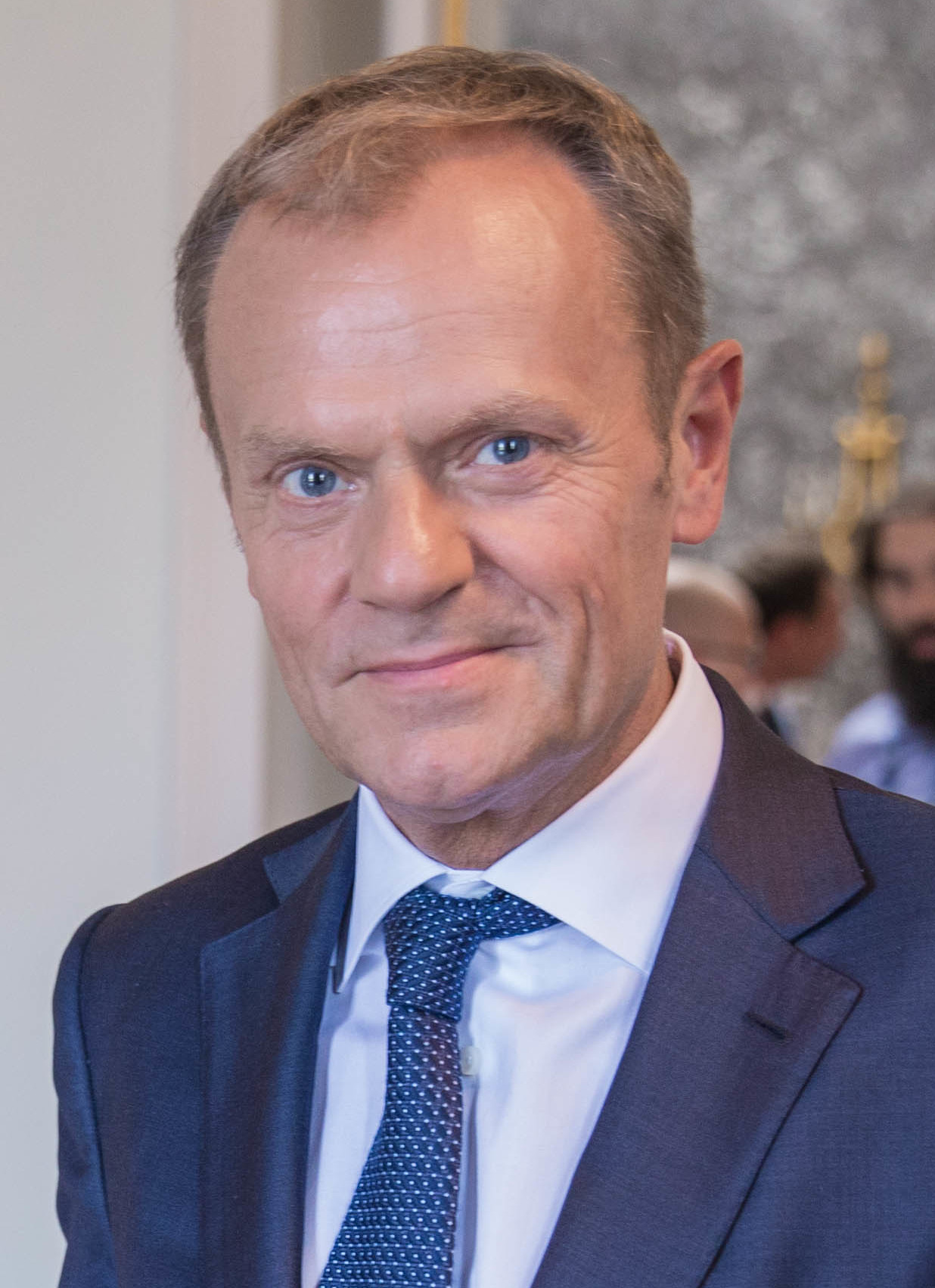
الاتحاد الأوروبي دونالد توسك، رئيس المجلس الأوروبي
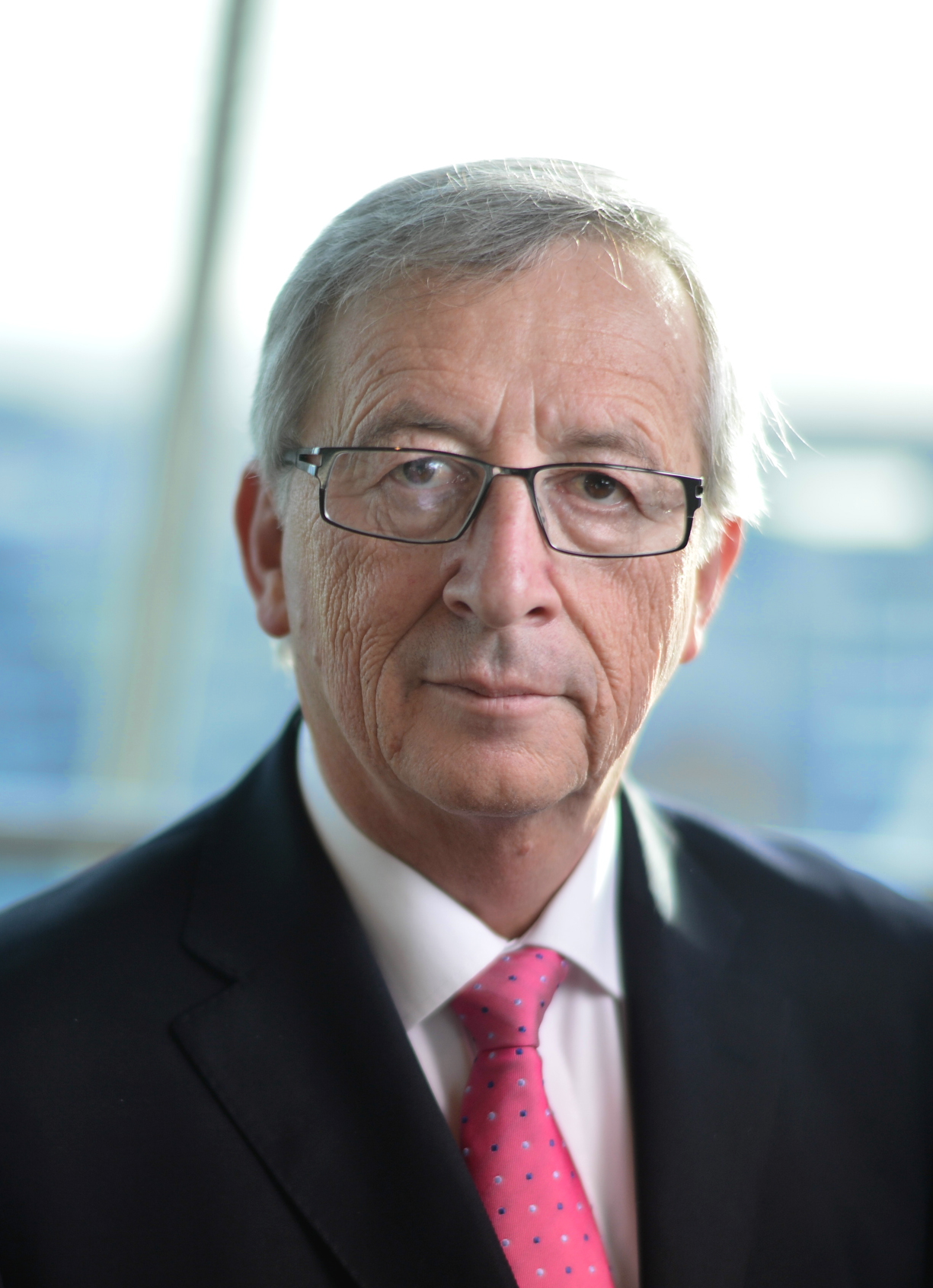
الاتحاد الأوروبي جان كلود يونكر، رئيس المفوضية الأوروبية

### الضيوف المدعوون

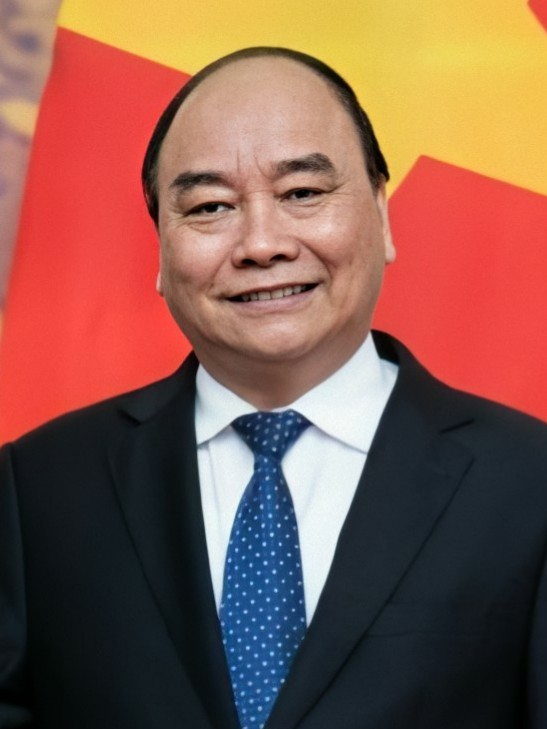
' نجوين شوان فوك، رئيس وزراء
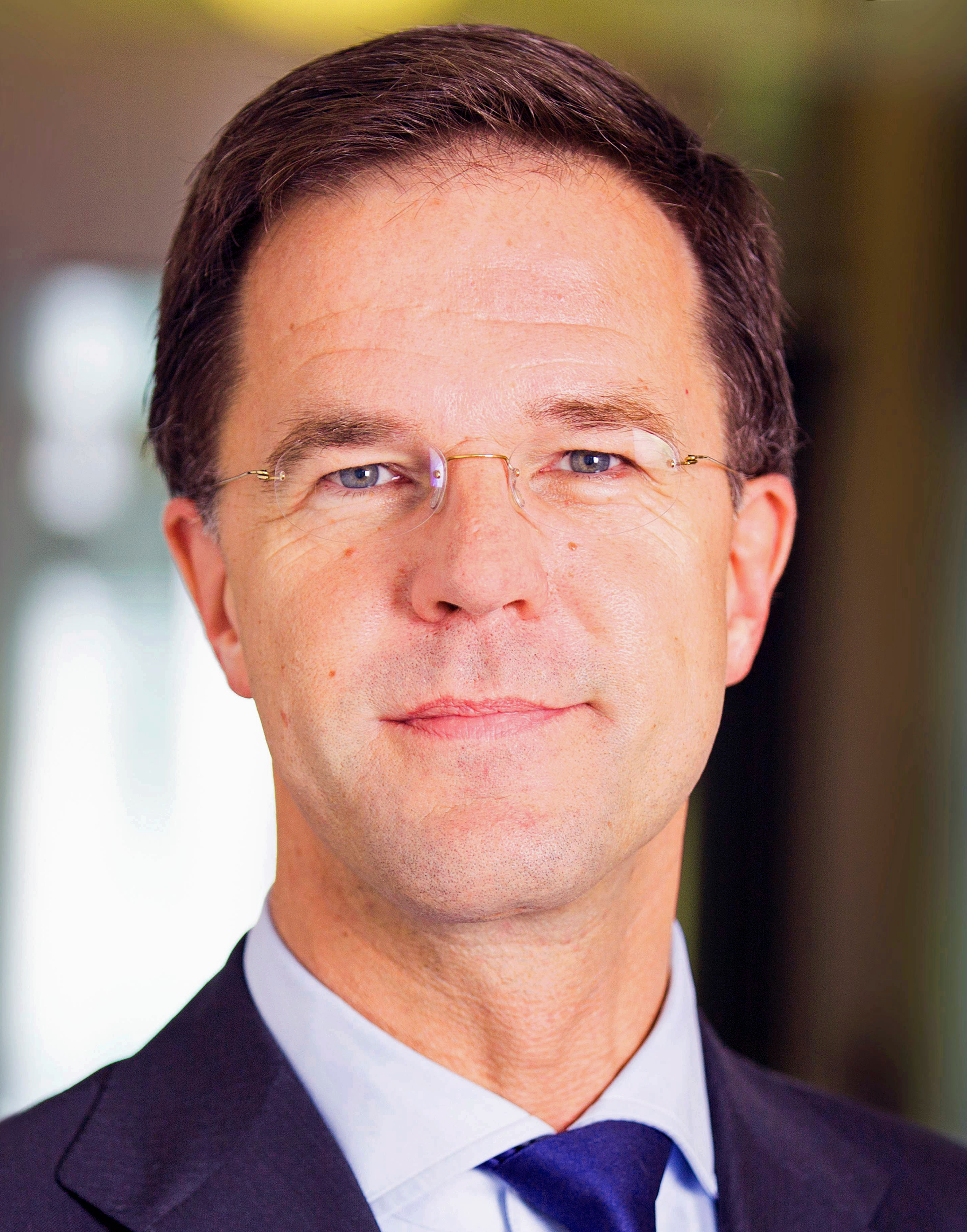
' مارك روته، رئيس وزراء
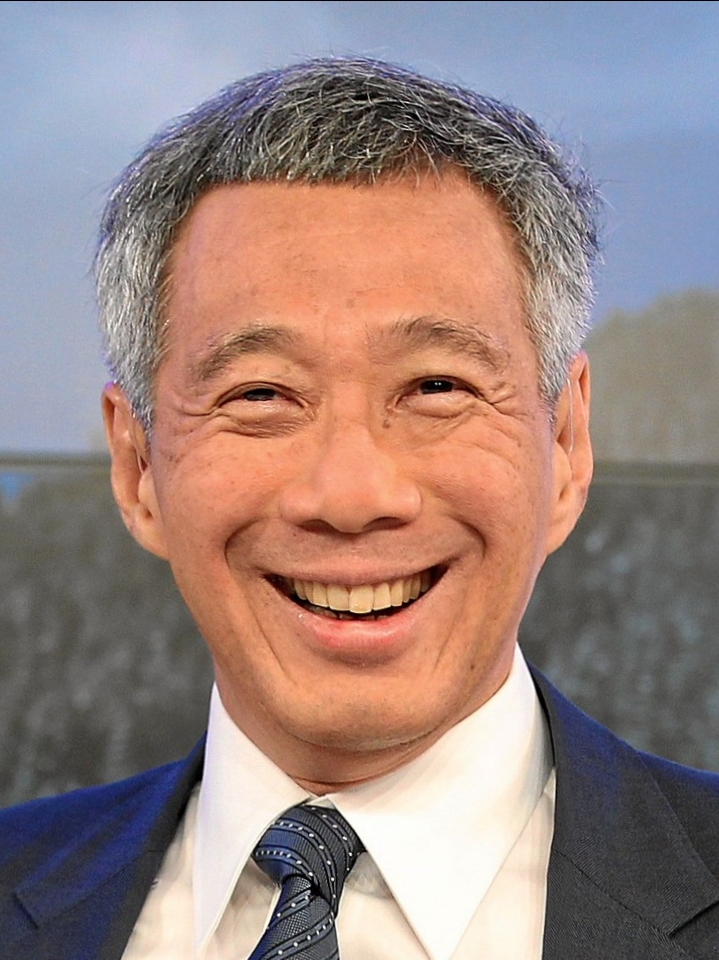
' لي هسين لونغ، رئيس وزراء
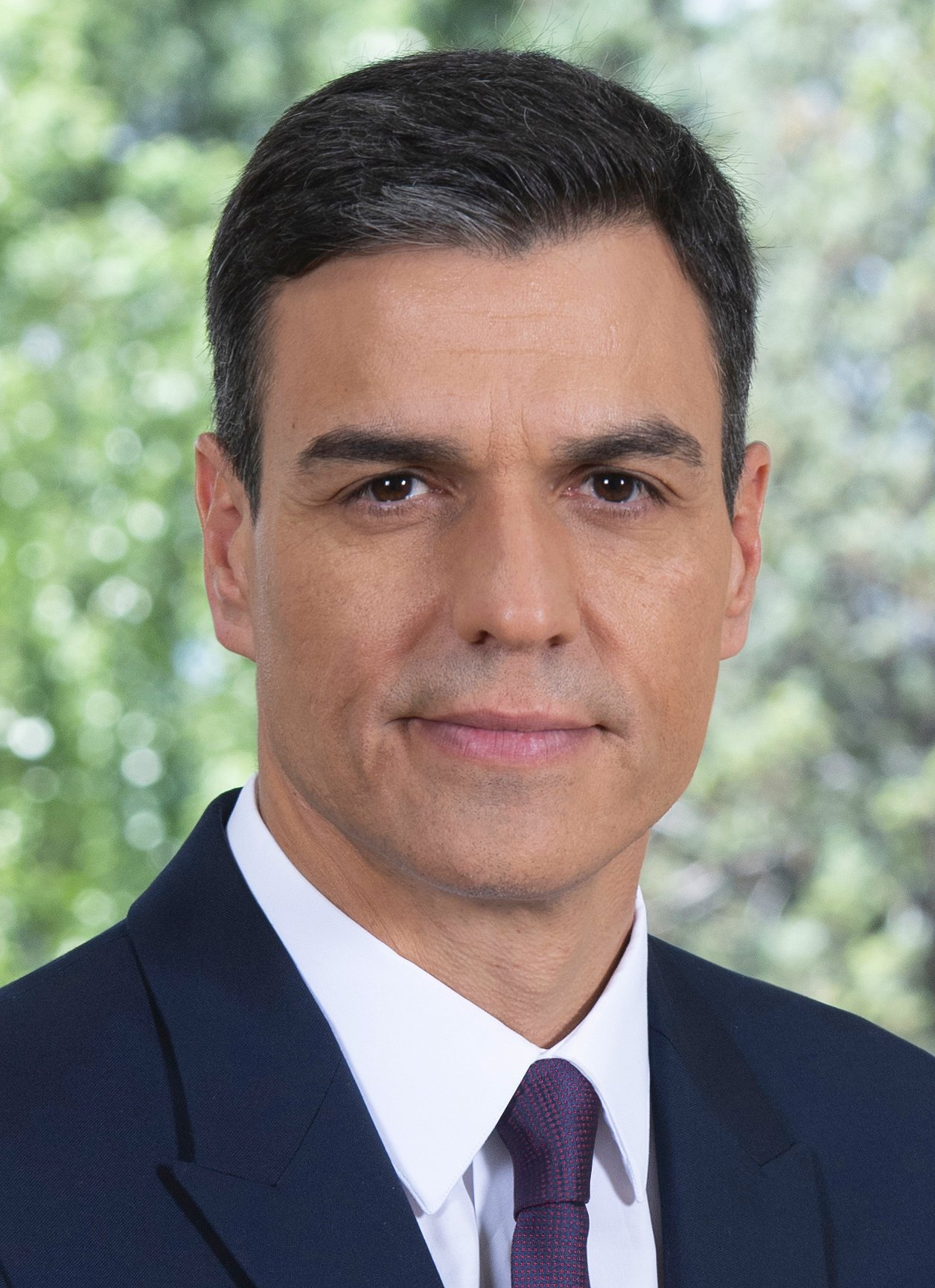
' بيدرو سانشيز، رئيس وزراء، (ضيف دائم)

- فيتنام
نجوين شوان فوك، رئيس وزراء
- هولندا 
 مارك روته، رئيس وزراء
- سنغافورة
لي هسين لونغ، رئيس وزراء
- إسبانيا
بيدرو سانشيز، رئيس وزراء، (ضيف دائم)

### رؤساء المنظمات الدولية المدعوون

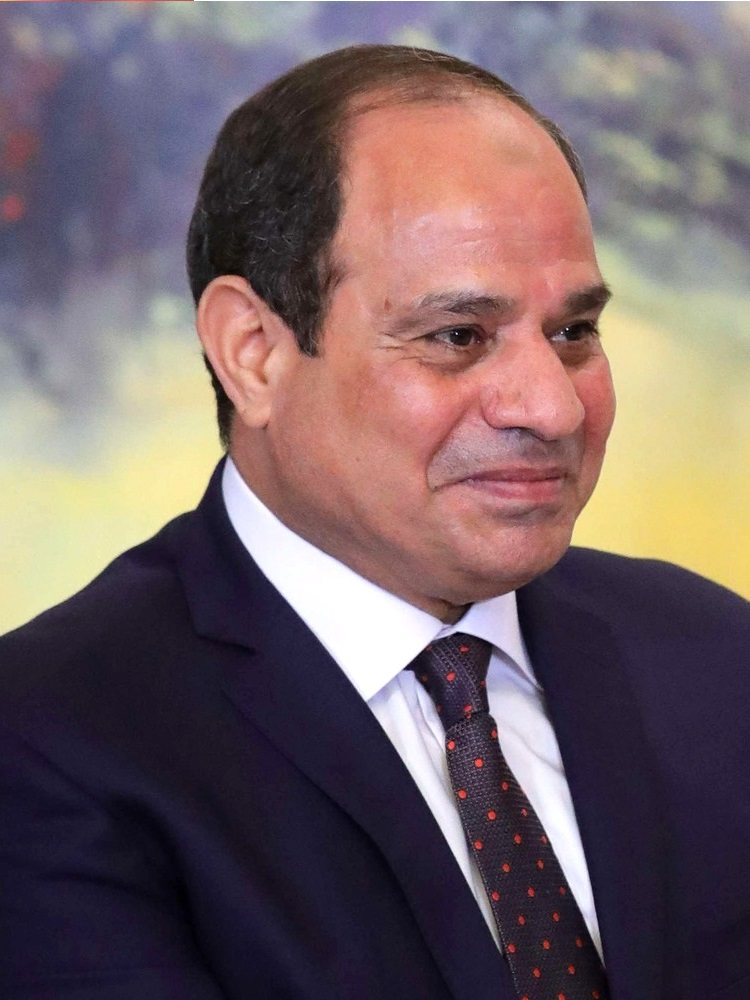
الاتحاد الأفريقي عبد الفتاح السيسي، رئيس مصر، رئيس الاتحاد الأفريقي لعام 2019
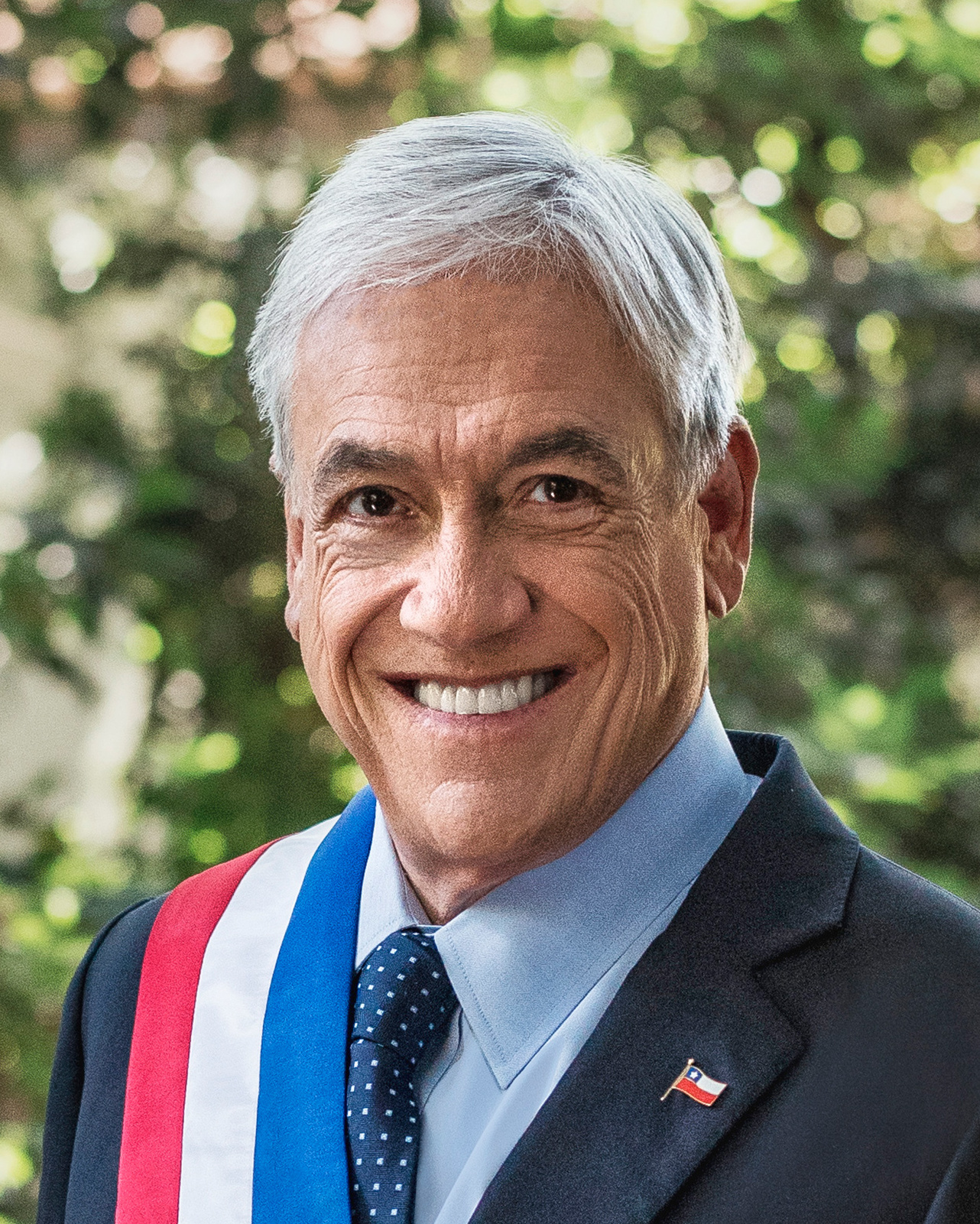
منتدى التعاون الاقتصادي لدول آسيا والمحيط الهادئ سبستيان بنييرا، رئيس تشيلي، رئيس منتدى التعاون الاقتصادي لدول آسيا والمحيط الهادئ لعام 2019
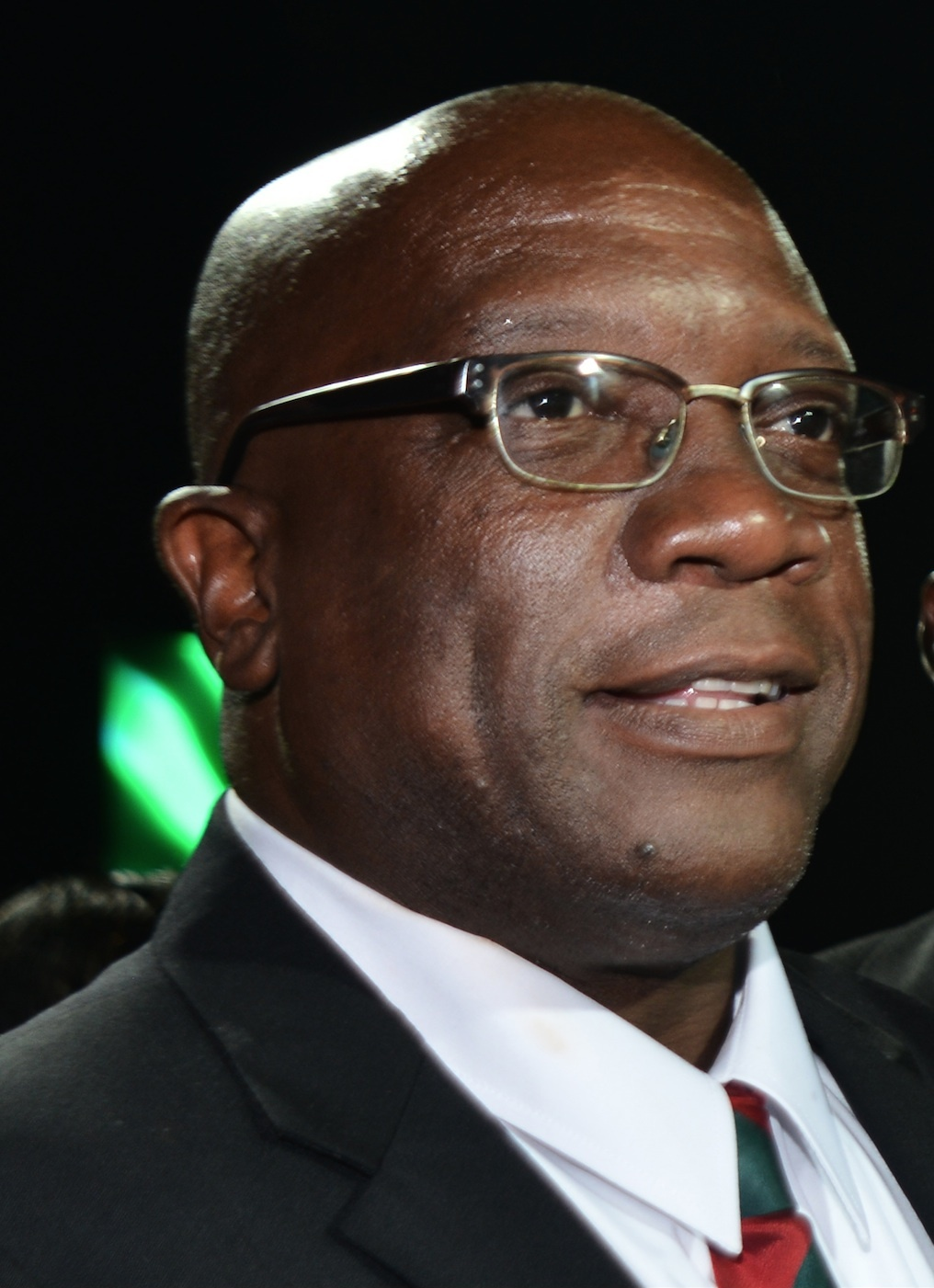
الجماعة الكاريبية تيموثي هاريس، رئيس وزراء سانت كيتس ونيفيس، رئيس الجماعة الكاريبية لعام 2019
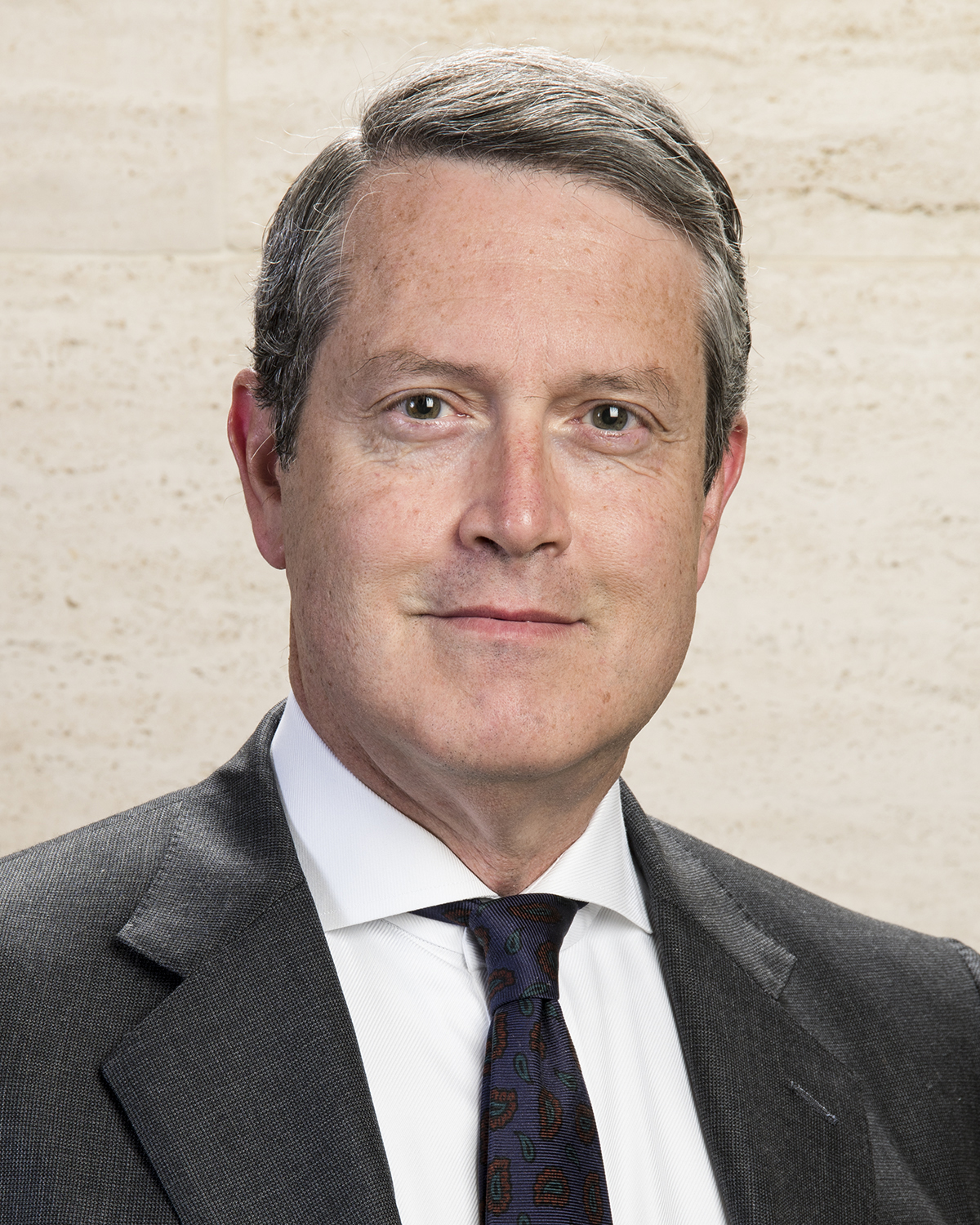
مجلس الاستقرار المالي راندال كوارلز، رئيس مجلس الاستقرار المالي
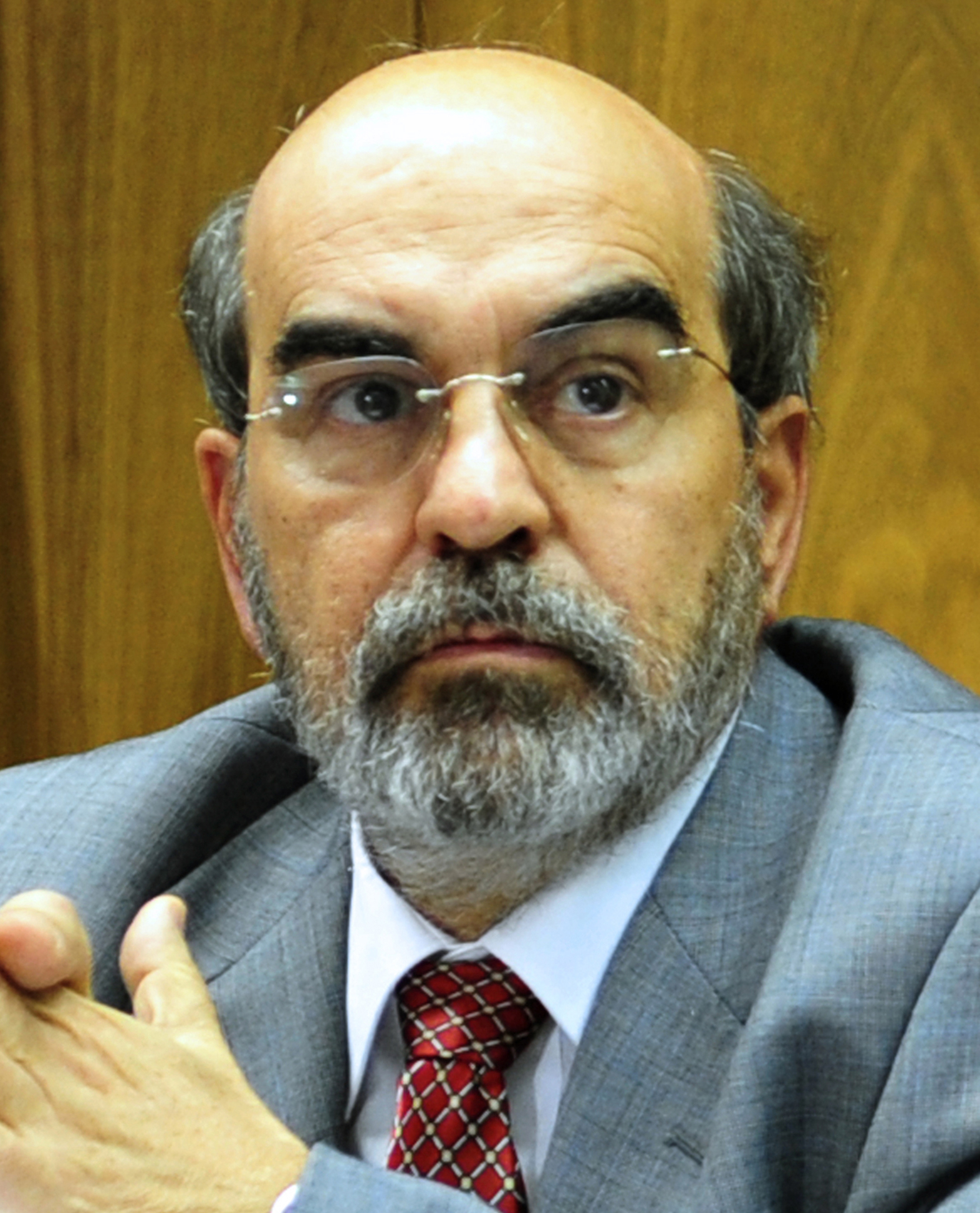
منظمة الأغذية والزراعة خوسيه غرازيانو داسيلفا، أمين عام منظمة الأغذية والزراعة
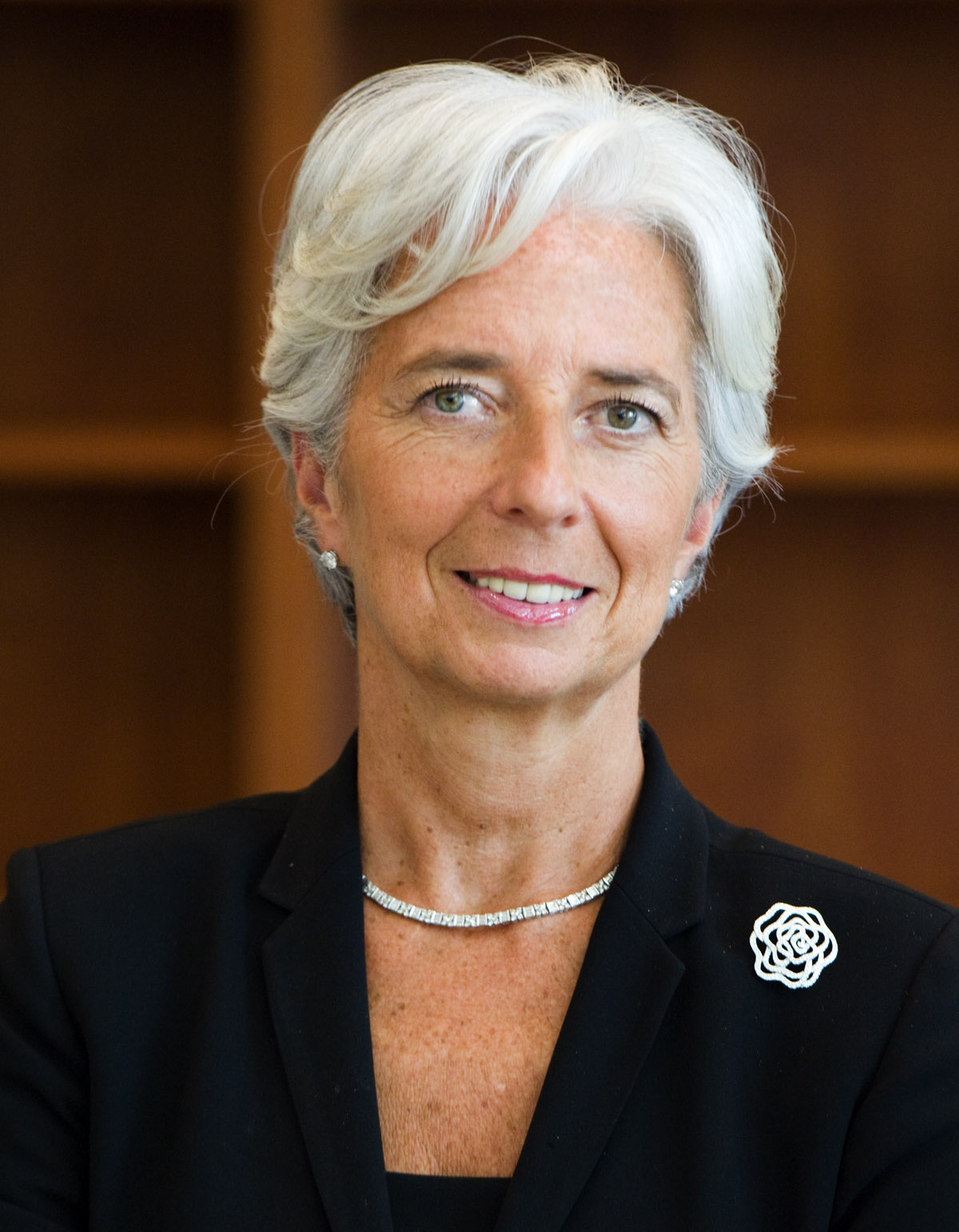
صندوق النقد الدولي كريستين لاغارد، رئيسة صندوق النقد الدولي
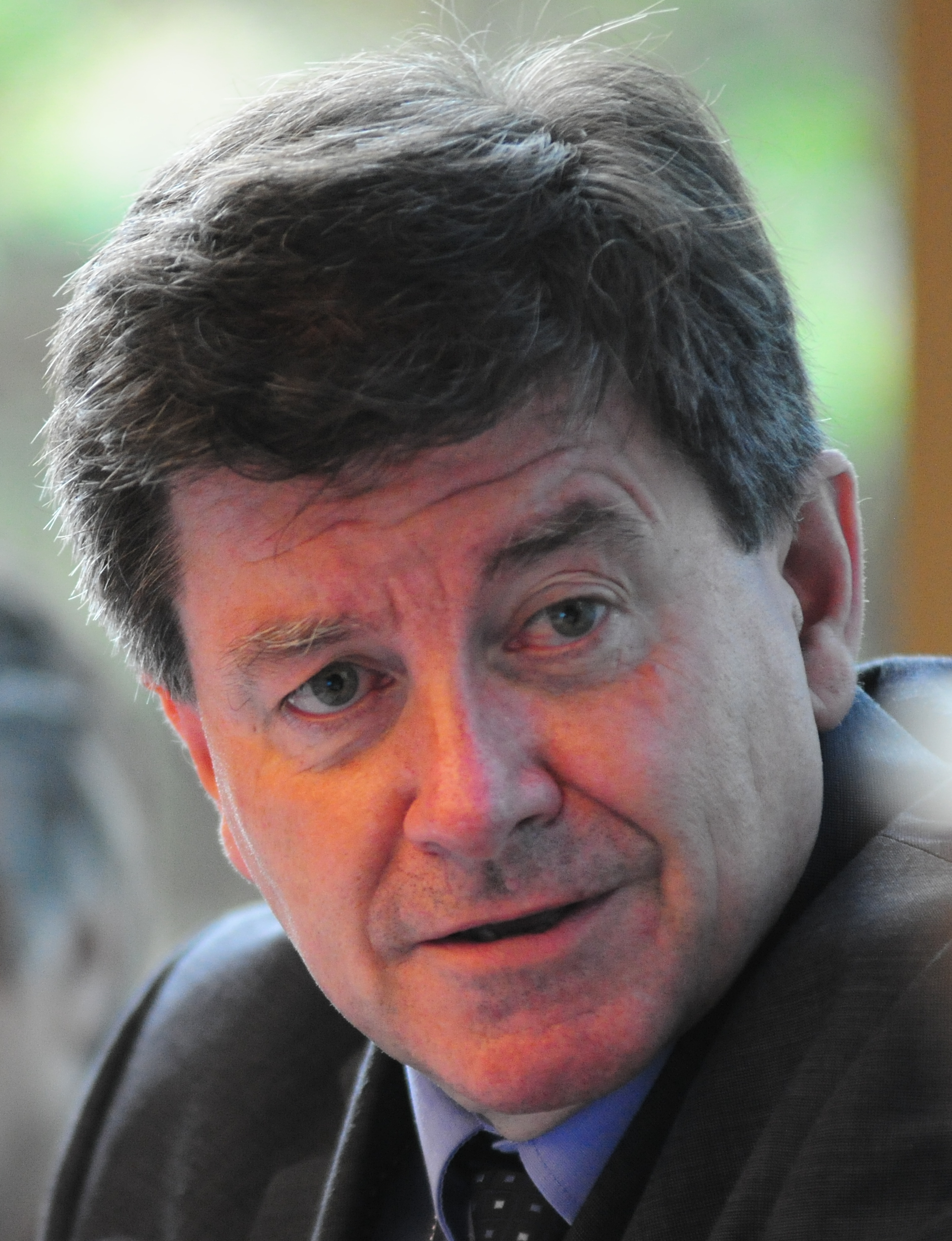
منظمة العمل الدولية غاي ريدر، أمين عام منظمة العمل الدولية
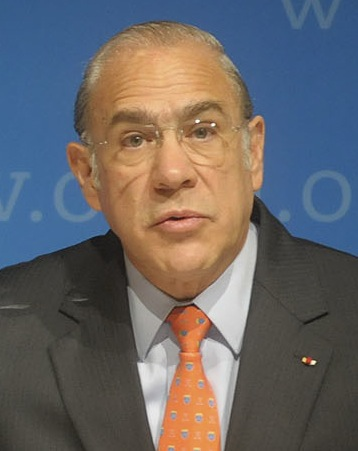
منظمة التعاون الاقتصادي والتنمية خوسيه أنخيل غوريا، أمين عام منظمة التعاون الاقتصادي والتنمية
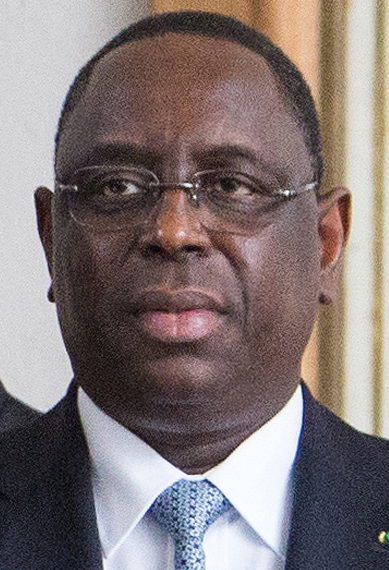
الشراكة الجديدة من أجل تنمية أفريقيا ماكي سال، رئيس السنغال، رئيس الشراكة الجديدة من أجل تنمية أفريقيا لعام 2019
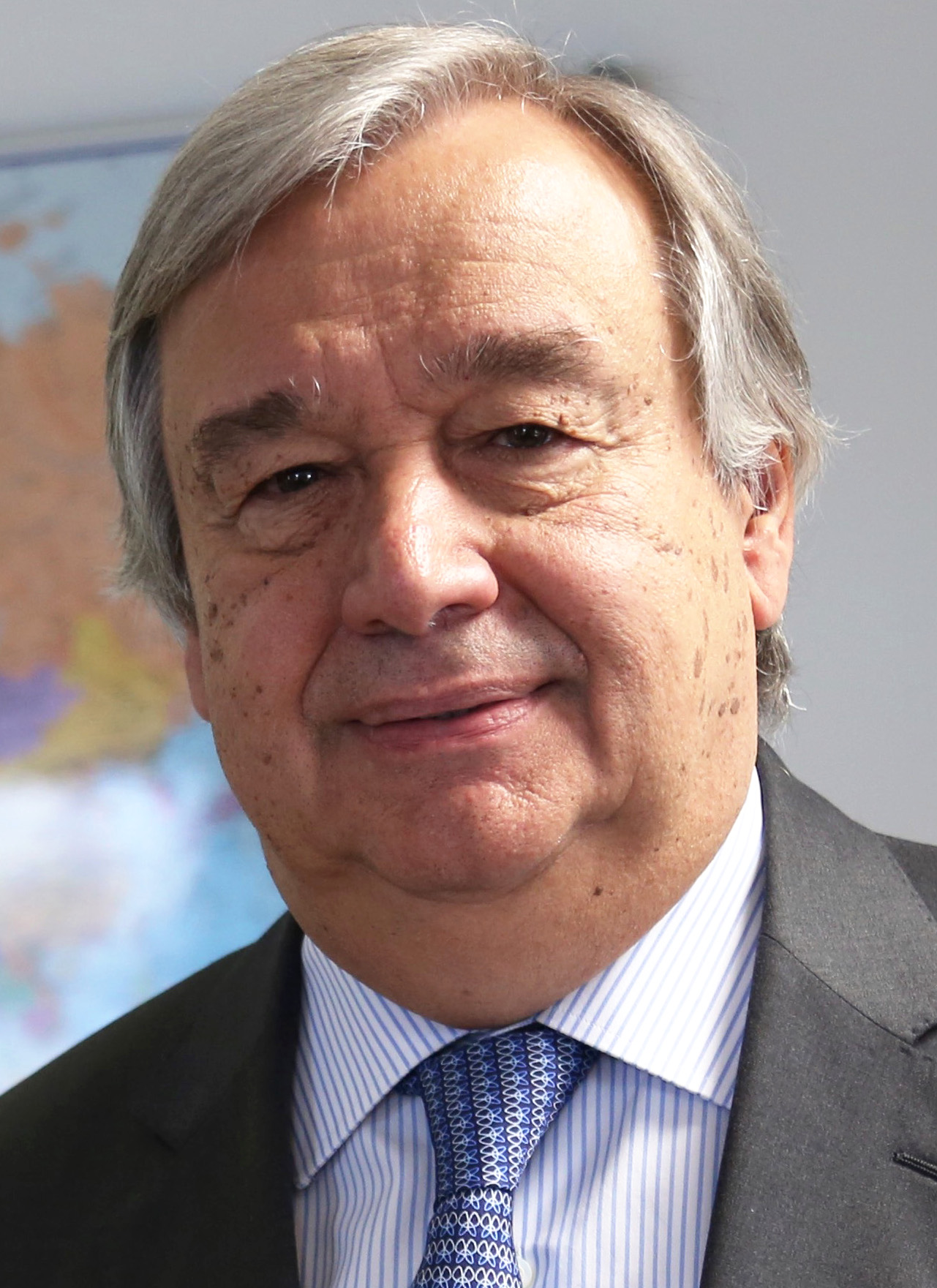
الأمم المتحدة أنطونيو غوتيريش، أمين عام منظمة الأمم المتحدة
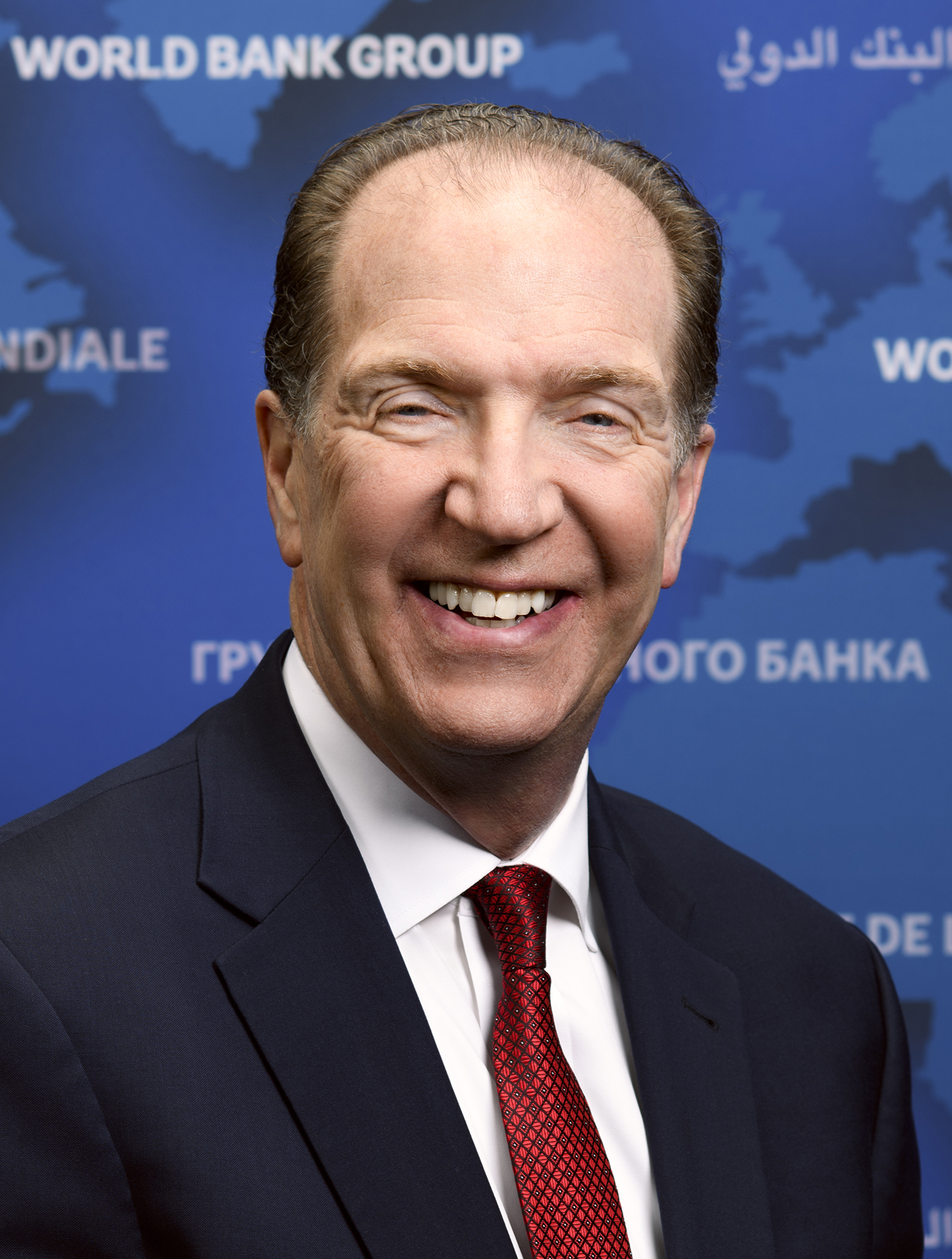
البنك الدولي ديفيد مالباس، رئيس البنك الدولي
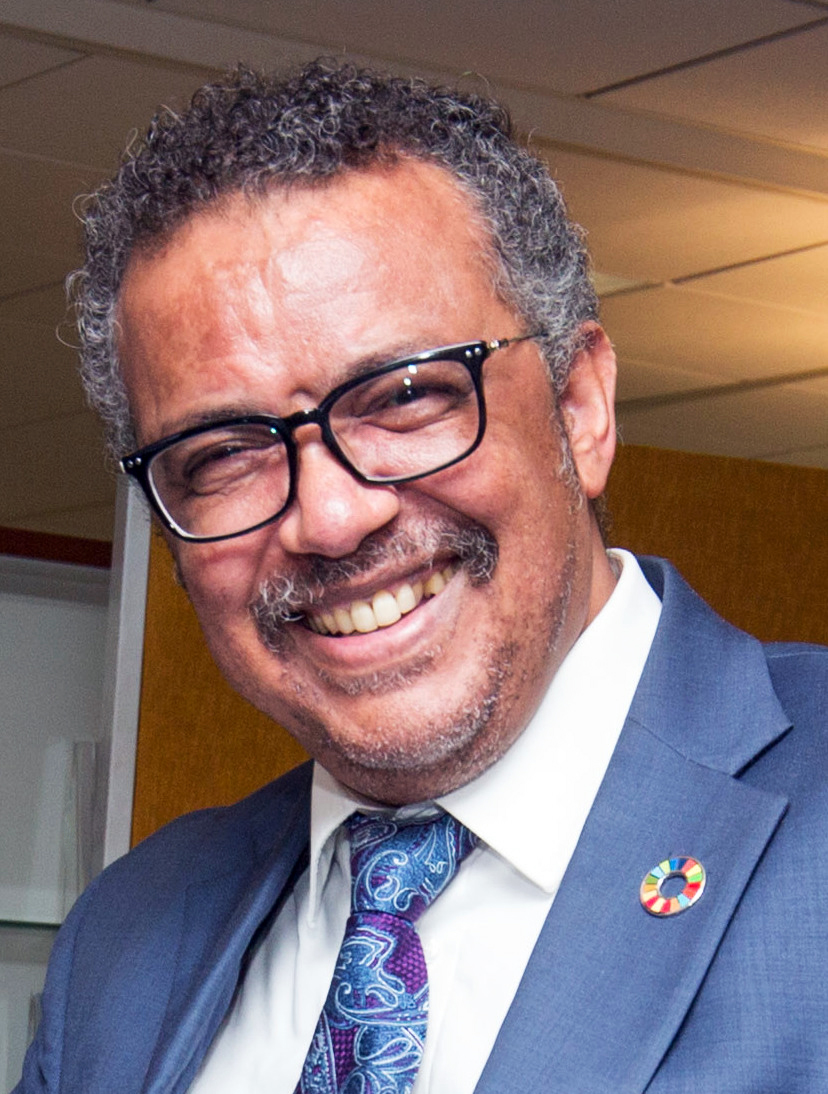
منظمة الصحة العالمية تيدروس أدهانوم غيبريسوس، أمين عام منظمة الصحة العالمية
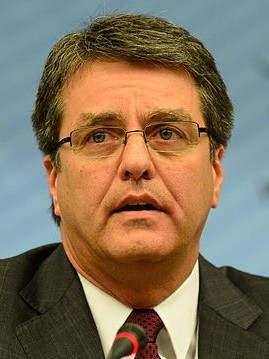
منظمة التجارة العالمية روبرتو أزيفيدو، أمين عام منظمة التجارة العالمية

## روابط خارجية
- الموقع الرئيسي لمجموعة العشرين